# Gökçetoprak

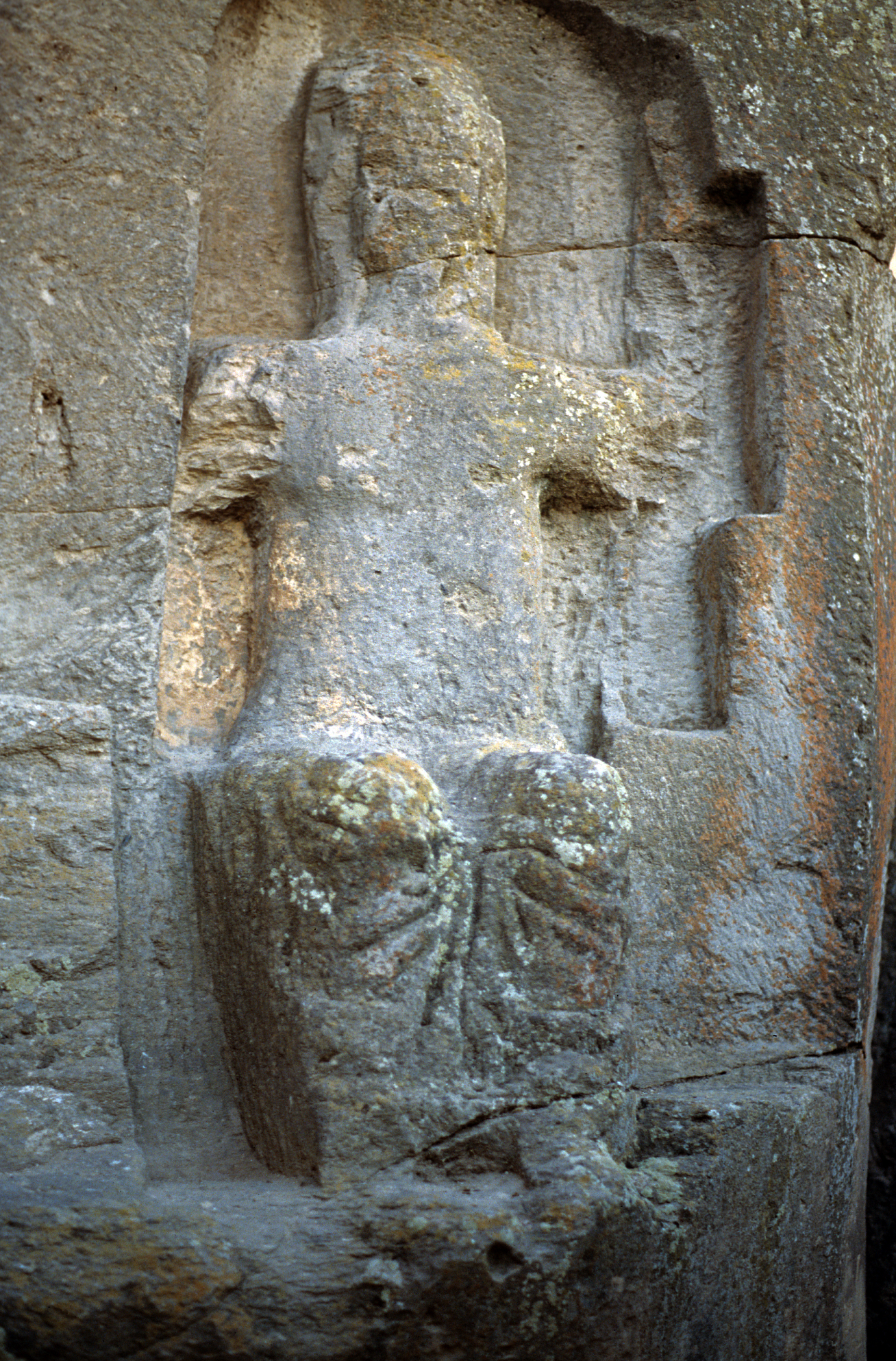
Relief des Zeus Stratios

Gökçetoprak (früher Suvasa oder Sivasa) ist ein Dorf im Landkreis Gülşehir der türkischen Provinz Nevşehir.
Der Ort liegt etwa 35 Kilometer südwestlich der Kreisstadt Gülşehir und 40 Kilometer westlich der Provinzhauptstadt Nevşehir. Das Gebiet gehört zum Westen der Tuffsteinlandschaft des historischen Kappadokien.
Das Gebiet von Gökçetoprak/Suvasa gehörte im frühen 1. Jahrtausend v. Chr. zum späthethitischen Königreich Tabal. Im Ort ist in einer Felsnische eine halbplastische Darstellung eines griechischen Gottes zu sehen. Die stark verwitterte sitzende Gestalt hat einen freien Oberkörper, das Gewand fällt über die Beine herab. Der deutsche Archäologe und Kunsthistoriker Hans Rott, der die Figur 1906 entdeckte, identifiziert sie als Zeus Stratios, den das Heer beschützenden Zeus, dessen Kult in ganz Kleinasien verbreitet war. Der Altorientalist Helmut Bossert, der die Veröffentlichung Rotts nicht kannte, interpretiert 1958 die Figur als eine sitzende Göttin aus griech.-röm. Zeit. Übereinstimmend mit Rott sieht er darin einen Beleg, dass der Platz in antiker Zeit ein Kultort war. Bei dem Ort befand sich eine frühbyzantinische achteckige Kirche, die 1906 noch weitgehend aufrecht stand, jedoch um 1940 zum Bau einer Schule größtenteils abgetragen wurde. In der Nähe befindet sich eine ausgemalte Höhlenkirche aus dem 13. Jahrhundert.
Westlich des Ortes liegt eine wenig erforschte unterirdische Stadt. Etwa 1,5 Kilometer südwestlich steht am Fuße eines Felsrückens der luwische Inschriftenstein von Suvasa.